# 41 Возничего
41 Возничего (лат. 41 Aurigae) — двойная звезда в созвездии Возничего на расстоянии (вычисленном из значения параллакса) приблизительно 334 световых лет (около 102 парсеков) от Солнца. Видимая звёздная величина звезды — +5,83m.

## Характеристики
Первый компонент (HD 42127) — белая звезда спектрального класса A2Va+ или A3V. Видимая звёздная величина звезды — +6,1m. Эффективная температура — около 9000 К.
Второй компонент (HD 42126) — белая Am-звезда спектрального класса kA5hA5mF0(IV—V) или A8V. Видимая звёздная величина звезды — +6,8m. Масса — около 1,99 солнечной, радиус — около 1,78солнечного, светимость — около 11,209 солнечных. Эффективная температура — около 7925 К. Удалён на 7,7 угловых секунд.